# Dieciocho de Marzo (Guanajuato)
Dieciocho de Marzo es una localidad del estado mexicano de Guanajuato. Es parte del municipio de Villagrán.

## Toponimia
El nombre de la localidad hace referencia a la expropación petrolera realizada por el presidente de México, Lázaro Cárdenas, el 18 de marzo de 1938, día considerado feriado nacional.

## Demografía
| Gráfica de evolución demográfica |
|                                  |

| Censo | Población |
| ----- | --------- |
| 1900  | 147       |
| 1910  | 159       |
| 1921  | —         |
| 1930  | 326       |
| 1940  | 535       |
| 1950  | 798       |
| 1960  | 913       |
| 1970  | 1 608     |
| 1980  | 1 711     |
| 1990  | 2 027     |
| 2000  | 1 990     |
| 2010  | 2 065     |
| 2020  | 2 216     |